# Sally Walton

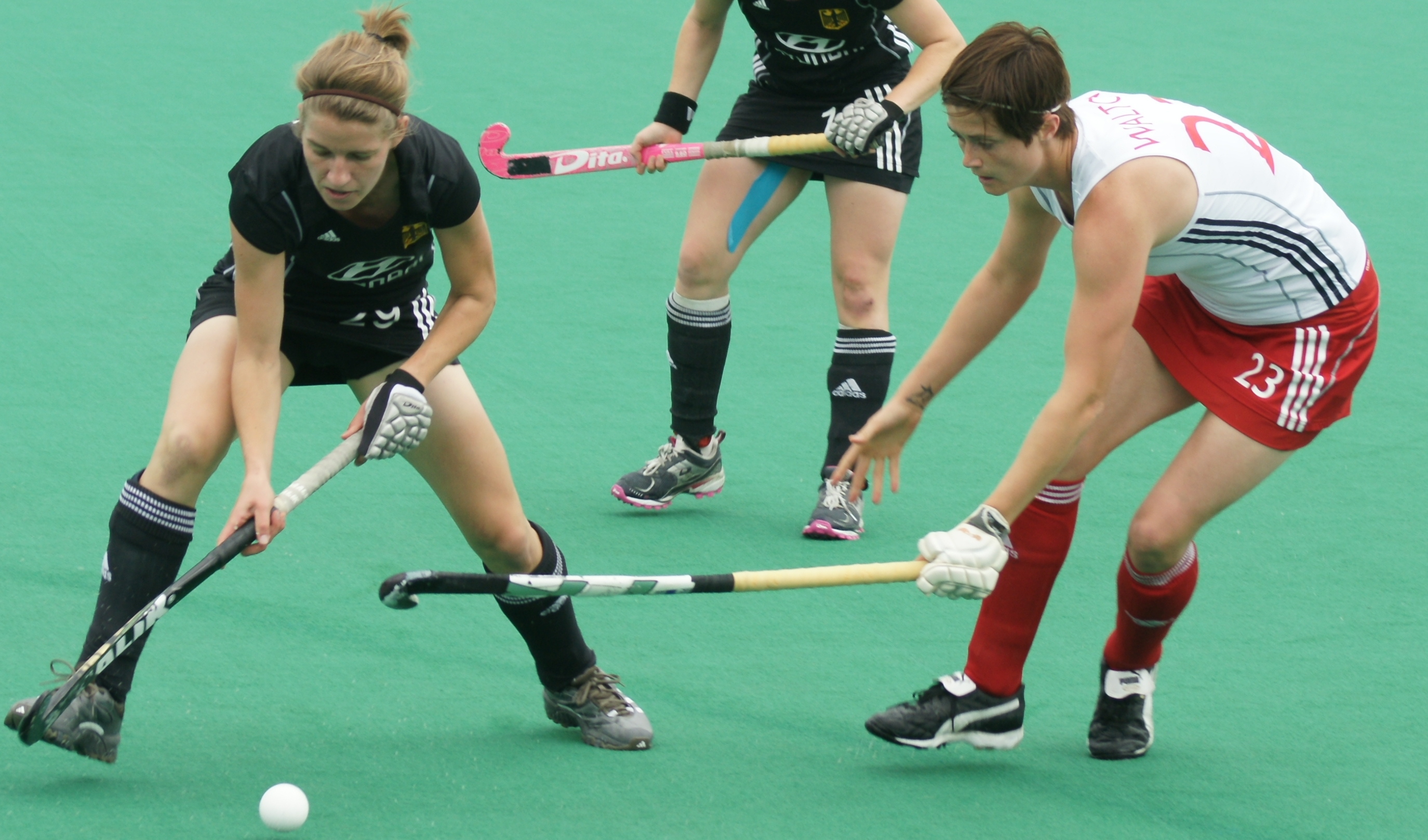
Sally Walton (rechts) 2009 im Länderspiel gegen Deutschland

Sally Ellen Walton (* 10. Juni 1981 in Southport) ist eine ehemalige britische Hockeyspielerin. Sie war Dritte bei den Olympischen Spielen 2012, der Weltmeisterschaft 2010 und den Commonwealth Games 2010. Bei Europameisterschaften gewann sie eine Silbermedaille und vier Bronzemedaillen.

## Sportliche Karriere
Sally Walton studierte Sportwissenschaften an der Liverpool John Moores University.
Sally Walton debütierte 2005 in der englischen Nationalmannschaft. Bei der Europameisterschaft 2005 in Dublin verloren die Engländerinnen im Halbfinale gegen die Niederländerinnen, das Spiel um den dritten Platz gewannen sie mit 4:0 gegen die Spanierinnen. 2006 bei der Weltmeisterschaft in Madrid gewannen die Engländerinnen das Spiel um den siebten Platz gegen die deutsche Mannschaft. Walton war in fünf von sieben Spielen dabei. Auch bei der Europameisterschaft 2007 in Manchester gehörte Walton zum Kader. Die Engländerinnen unterlagen im Halbfinale der deutschen Mannschaft, im Spiel um den dritten Platz besiegten sie die Spanierinnen mit 3:2.
Nachdem Walton 2008 nicht zur britischen Olympiamannschaft gehörte, verlor sie 2009 mit der englischen Mannschaft bei der Europameisterschaft in Amstelveen im Halbfinale gegen die Deutschen. Im Spiel um Bronze bezwangen die Engländerinnen die Spanierinnen mit 2:1. 2010 bei der Weltmeisterschaft in Rosario verloren die Engländerinnen im Halbfinale gegen die Niederländerinnen erst im Shootout. Das Spiel um Bronze gewannen sie mit 2:0 gegen die deutsche Mannschaft. Einen Monat später bei den Commonwealth Games in Delhi verloren die Engländerinnen im Halbfinale gegen die Australierinnen, das Spiel um Bronze gewannen sie gegen die Südafrikanerinnen. Bei der Europameisterschaft 2011 in Mönchengladbach verloren die Engländerinnen im Halbfinale gegen die Niederländerinnen, das Spiel um den dritten Platz gewannen sie mit 2:1 gegen die Spanierinnen. 2012 war London der Austragungsort des Olympischen Turniers. Die britische Mannschaft belegte in der Vorrunde den zweiten Platz hinter den Niederländerinnen. Im Halbfinale unterlagen die Britinnen den Argentinierinnen mit 1:2. Das Spiel um Bronze gegen die Mannschaft Neuseelands gewannen die Britinnen mit 3:1. Sally Walton wirkte in allen sieben Spielen mit und erzielte ein Tor im Vorrundenspiel gegen die Japanerinnen.
Nach vier Bronzemedaillen in Folge erreichten die Engländerinnen bei der Europameisterschaft 2013 in Boom das Finale mit einem Halbfinalsieg im Shootout über die Niederländerinnen. Auch das Finale gegen die deutsche Mannschaft wurde im Penaltyschießen entschieden, die Engländerinnen erhielten die Silbermedaille. 2014 bei der Weltmeisterschaft in Den Haag belegten die Engländerinnen den vorletzten Platz.
2015 endete Waltons internationale Karriere nach über 160 Länderspielen für England und das Vereinigte Königreich.